# Saint-Aubin (Côte-d'Or)
Saint-Aubin é uma comuna francesa na região administrativa da Borgonha-Franco-Condado, no departamento de Côte-d'Or. Estende-se por uma área de 9,42 km². Em 2010 a comuna tinha 230 habitantes (densidade: 24,4 hab./km²).